# 発馬機

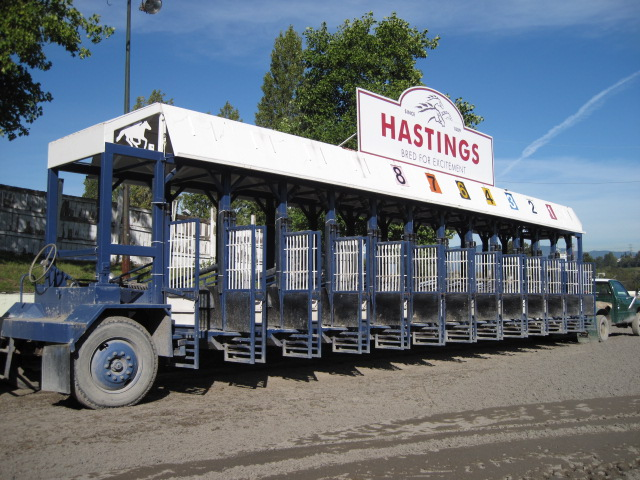
ヘイスティングス競馬場で使われているゲート式発馬機（2009年）

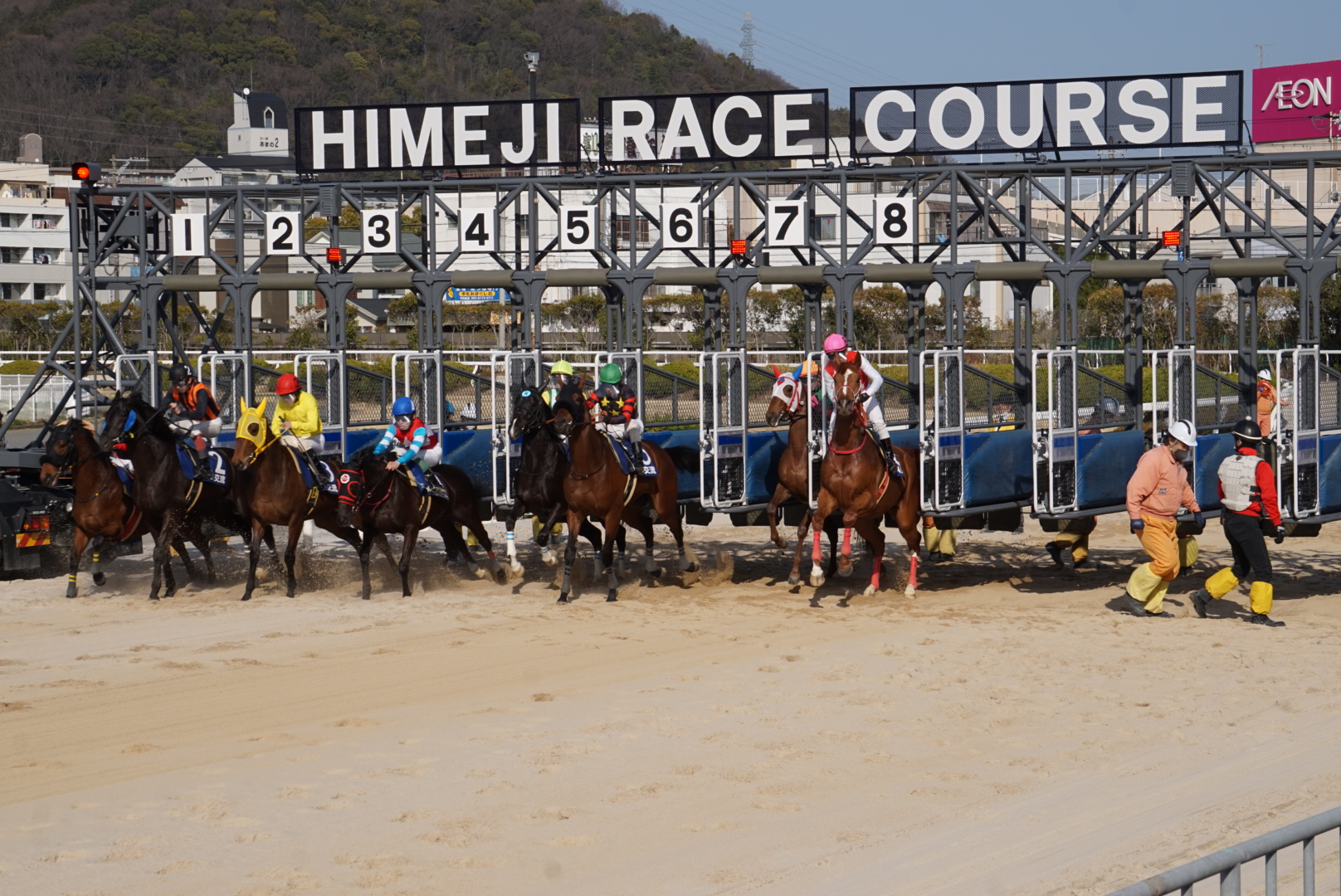
発馬機から一斉に飛び出す競走馬（姫路競馬場、2021年）

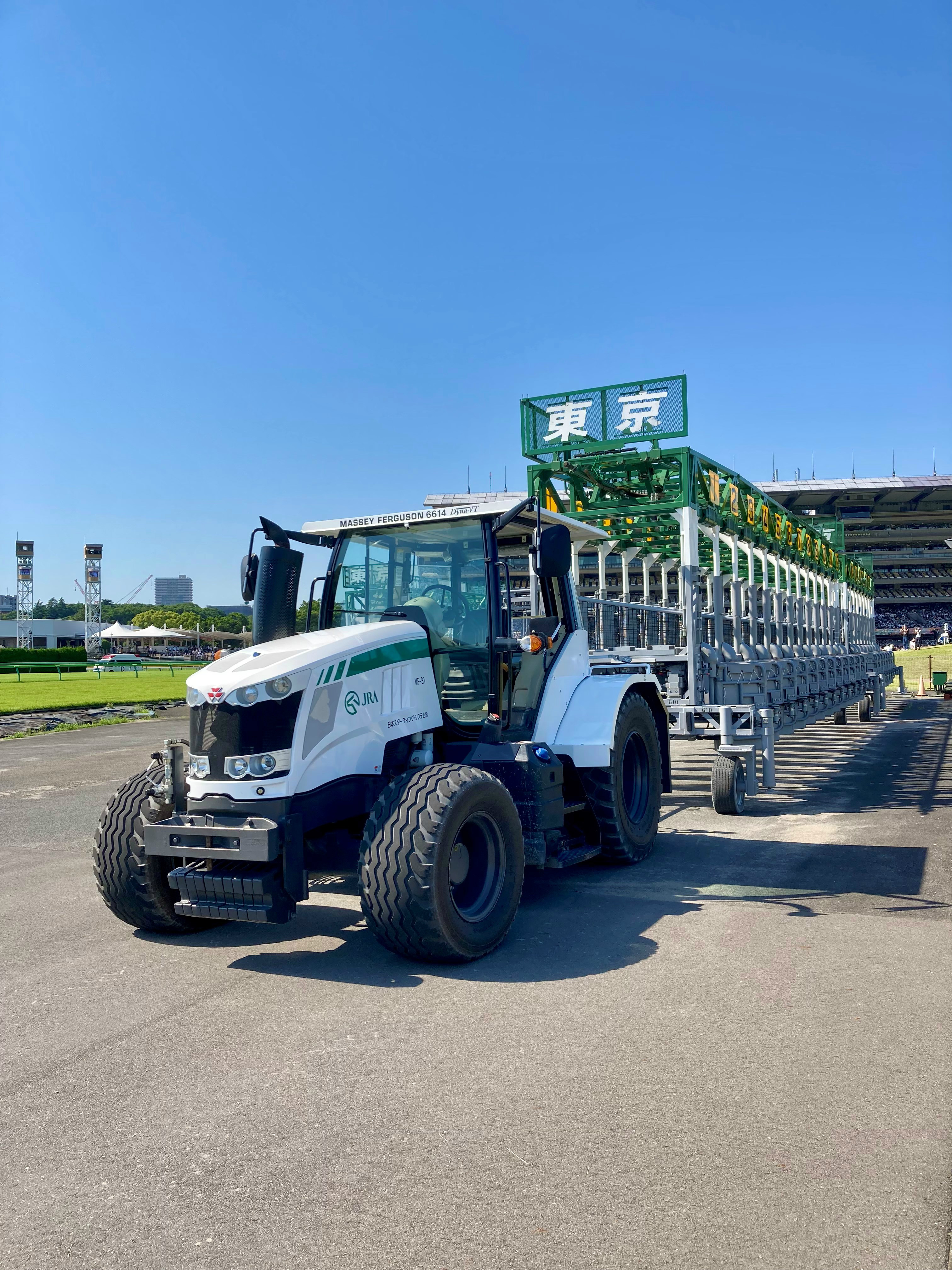
発馬機と牽引車（東京競馬場 2022年）

発馬機（はつばき）とは競馬などの競走において使われている、全頭を一斉にスタートさせるための設備である。現在の競馬においてはほとんどの競走でゲート式のものが使われており、スターティングゲート (starting gate) または略してゲートが発馬機の同義語として使われることも多い。

## 種別
競馬、平地競走や障害競走における発馬機にはバリヤー式・ゲート式の2種類が存在する。また、繋駕速歩競走ではモービルスターティングゲートという発馬機が多く使われている。
それらが登場する以前は旗を持ったスターターが出走馬と並び、それが振り下ろされたことを合図として発馬していた。この発馬手順は、19世紀中ごろにジョッキークラブ会長であったヘンリー・ジョン・ロウスの発案によって確立されたものである。
しかしこの方法はスターターの裁量によるところが大きく、不正の温床ともなりうるものであった。また誤発走が起きることも少なくなく、それに備えて100ヤード先の地点に補助役が立ち誤発走の際には旗を揚げてそれを知らせるという面倒もあった。

### バリヤー式

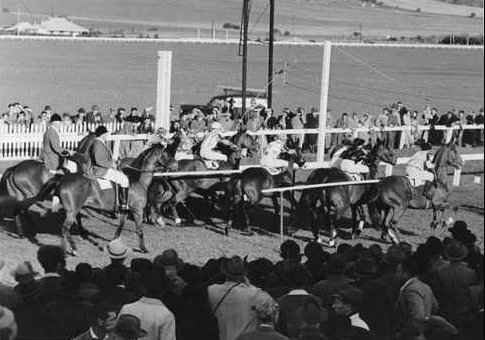
1952年のオーストラリアで行われたバリヤー式による発走

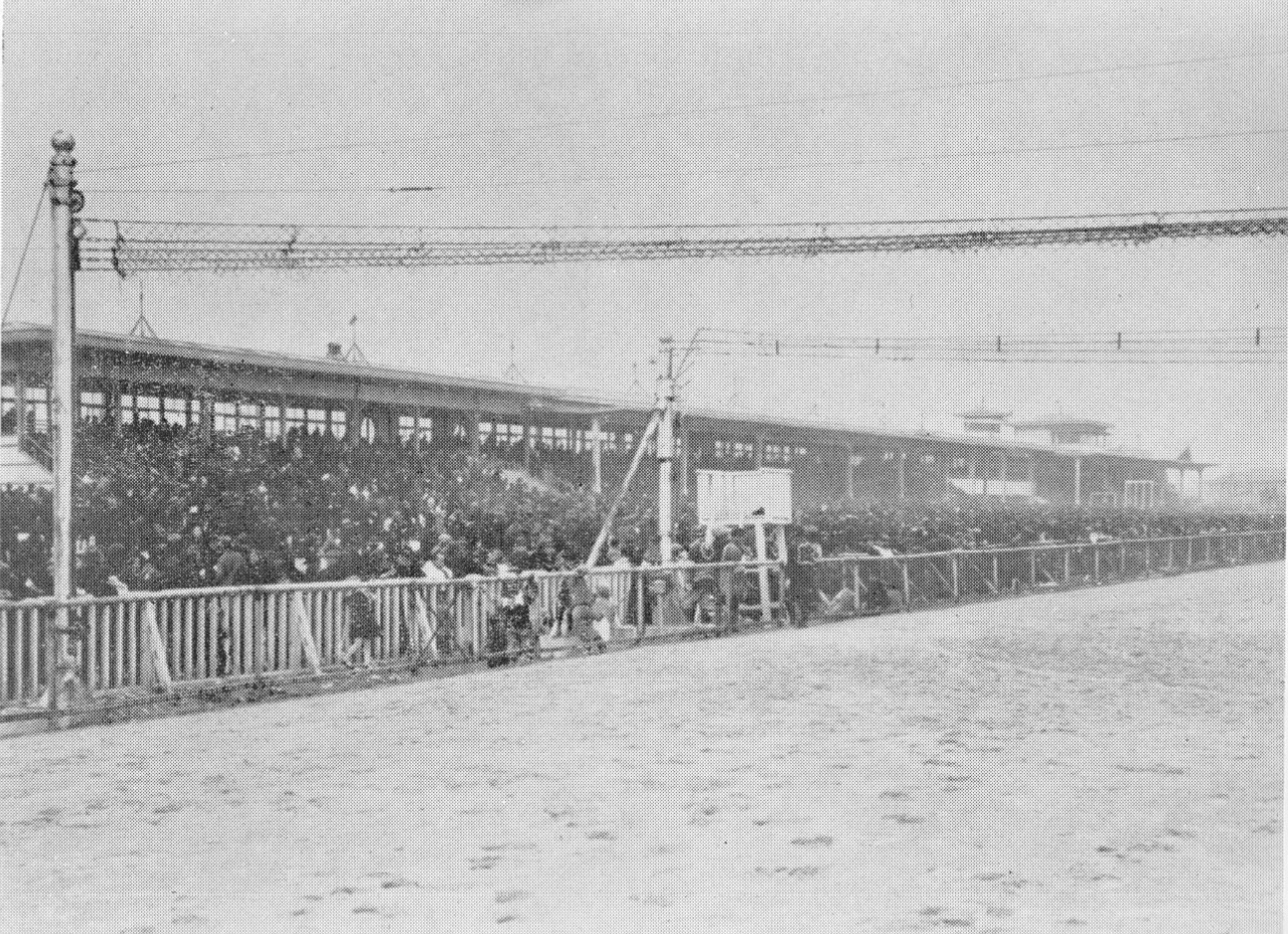
競馬倶楽部時代後期(1923年(大正12年) から1936年(昭和11年)の間)の京都競馬場のバリヤー式発馬機。画像は遮断網(バリヤー)が上がった状態。中央の白い箱がスターター台。前後に遮断網(バリヤー)があるのはスタート時に馬の逆走を防ぐため。画像は1923年(大正12年) から1936年(昭和11年)の間の何時に撮影されたものかは分からない。

バリヤー式発馬機 (starting barrier) はロープを張ることによってスタートラインを仕切り、発走前に馬がラインを越えることを防ぐ目的で用いられる装置である。日本ではオーストラリアから導入したことから、当初濠州式バリヤー（ごうしゅうしきバリヤー）と呼ばれていた。また、イギリスでは導入当初こちらを「スターティングゲート」と呼んでいた。
まず、横に佇立させた出走馬の胸の高さに「スターティングバリヤー」と呼ばれる棕櫚縄のロープ（ネット）をフックを利用して張る。発馬担当者のレバー操作でフックを外すとこのロープが上方に跳ね上がり、これをスタートの合図とする。装置は簡便であるが発走前の位置取りで騎手間の牽制があったり、馬が静止しないため突進や出遅れなどの問題が多く一部の競走をのぞいて現在のゲート式に切り換えられた。なお、バリヤー式には軟式バリヤーと硬式バリヤーの2種類がある。
バリヤー式発馬機の初導入は1894年のことで、オーストラリアでの競走に用いられたものであった。考案者であるアレクサンダー・グレイがバリヤーを製作するきっかけとなったのは騎手であった息子のルーベン・アレクサンダーが発走前にチョークで引かれたスタートラインを越えてしまい、罰金5ポンドを払うはめになったことであった。グレイは発馬の際に馬が暴れるのはスターターの旗のはためきが原因だと考え、それに代わる手段として1本のロープを用いたバリヤーを考案した。
グレイの発馬機が初導入されたのは、1894年2月のカンタベリーパーク競馬場（ニューサウスウェールズ州）であった。公正かつ従来より早く発走できる利点が大きく注目され、改良が加えられたのちにオーストラリア全体の競馬場へと導入された。その後1897年にはイギリスのニューマーケット競馬場、1926年には日本 と順次世界中の競馬場へと導入され1932年ごろには世界の主流発走方式として使用されるようになった。
グレイの考案したバリヤーは1本のロープによってスタートラインを仕切るもので、スターターがレバーを引くことによってロープが跳ね上がって発走可能となる仕掛けになっていた。のちにさまざまな改良型が登場しており、1920年代にジョンソンとグリーソンという人物らによるロープを5本に増やしたエキスパンダー状の発馬機、またアメリカ合衆国で考案された移動式バリヤー発馬機などがある。移動式発馬機は1946年になってオーストラリアに導入されている。
現在においては後述のゲート式の普及により、バリヤーによる平地競走の発走はほとんど見られなくなった。一方、障害競走では日本やオセアニアなどの一部地域をのぞき、現在でも主流の発走方式となっているが、イギリスにおいては、1993年のグランドナショナル競走において、バリヤー式発馬機のロープに2度にわたって馬の顔が引っ掛かった事と、それを騎手に知らせる際の係員の不手際で競走不成立になったのを契機に、ゴム紐の様なものを引っ張っておき、それを放す事でスタートするか、あるいは旗を振り下ろすだけでスタートの合図とする方式が主流となり、バリヤー式発馬機は使用されなくなりつつある。

### ゲート式

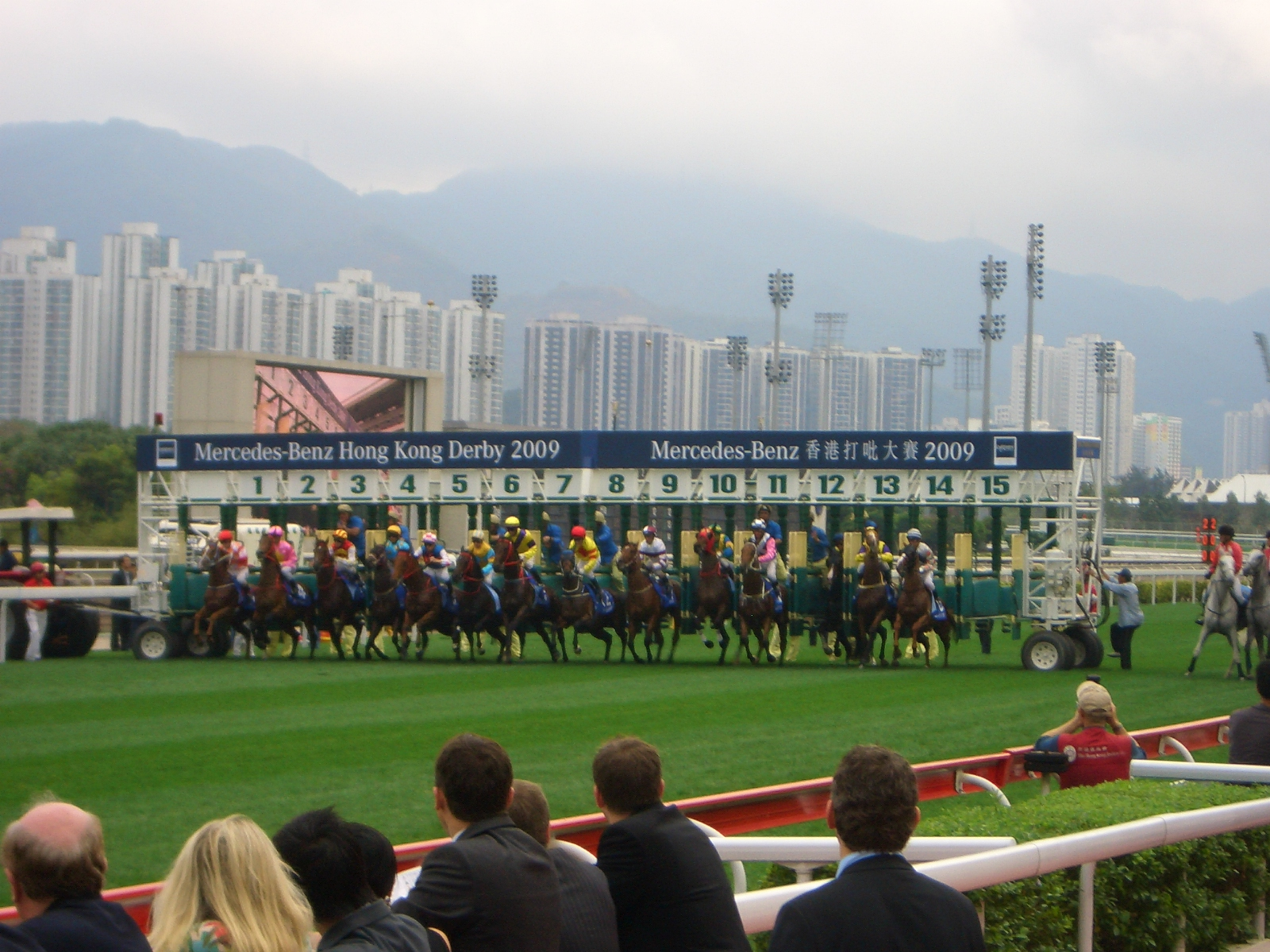
2009年の香港ダービーにおけるゲート式発馬機。

ゲート式発馬機 (starting gate) はゲートを張ることによってスタートラインを仕切り、発走前に馬が越えることを防ぐことを目的とした装置である。スターティングゲート、または単にゲートとも呼ばれ、現在の平地競走などにおいて主流を占める発馬機である。イギリスではそれ以前のゲート（バリヤー）と区別して、スターティングストール (starting stall) という呼称も使われている。
多くは電磁石や金具などで開扉する機構を持つ、可搬式のゲートを使用する。枠で仕切ったゲート内に出走馬を佇立させスターターの制御によってそれぞれの枠の扉が一斉に開き、それをもって発走の合図としている。バリヤー式の欠点を解消した発馬方法であるが馬には本質的に狭所を嫌う性質があるため、ゲートに入れるための調教が必要となる。また調教により枠入りできるようになっても環境が異なる実際の競走の段では難渋し、最悪の場合には発走除外の措置となったケースも存在する。気性の極めて激しい馬の場合にはこのゲート入りがどうしても解決できずに、結果として競走馬失格となる場合も見受けられる。
電動式のスターティングゲートが最初に導入されたのはカナダにあるエキシビションパーク競馬場（現・ヘイスティングス競馬場）で、1939年7月1日に初のゲートによる発馬で競走が行われた。ゲート式発馬機を考案したのはエキシビジョンパークでスターターを務めていたクレイ・ピュエットで、発走に時間と手間がかかるというバリヤー式の欠点を解消するために製作した。
エキシビションパーク競馬場で公開されたのち、アメリカ合衆国の西海岸の競馬場を中心に導入するところが拡大していった。1940年代の終わりにはピュエットのゲートはほぼすべてのアメリカの競馬場で導入されるようになり、のちに全世界へと波及していった。イギリスにおいての導入は1965年7月8日が最初で、ニューマーケット競馬場のチェスターフィールドステークスで試験的に使用されて以来順次浸透していった。
ピュエットは自身の会社でゲートの製造を行っていたが1958年に事業を拡大して、アリゾナ州フェニックスにトゥルーセンターゲートという会社を興した。同社の製造するゲートの世界シェアは現在でも大きく、北アメリカのほとんどの競馬場で導入されているほか南アメリカやカリブ諸国、サウジアラビアの競馬場でも使われている。
ゲートは全馬が横一列に並ぶように設計されており、それぞれの仕切りの前後に扉が付けられている。競走馬はこの後ろの扉からゲート内に入り馬がゲートに収まったのが確認されると扉を手動で閉じ、馬を待機させる仕組みになっている。通常は前の扉は発走まで開くことはないが、ゲート入りを怖がる馬を誘導するために発走前に開く場合もある。
ゲート前方の扉はおもに電動式で開閉される。この扉は頑強に閉じられてはおらず馬が暴れた場合などには馬の力でも開けられるように設計されており、これによって馬や騎手が怪我をしにくくしている。ゲート内の全馬の準備が整ったとスターターにみなされるとスターターはボタンを押して前方の扉を開き、発馬される。北米で使用されている多くのゲートは発馬時にベルが鳴り、また同時に投票システムに投票締め切りの合図を送る仕組みとなっている。
バリヤー式に比べ、ゲート式には出走頭数の上限が制限されるという欠点がある。北米ではおもに12頭から14頭用のゲートが主流となっており、それより多頭数の競走では補助用ゲートが用意される。また、調教用などのためにより少頭数向けのゲートもある。

### 繋駕速歩競走

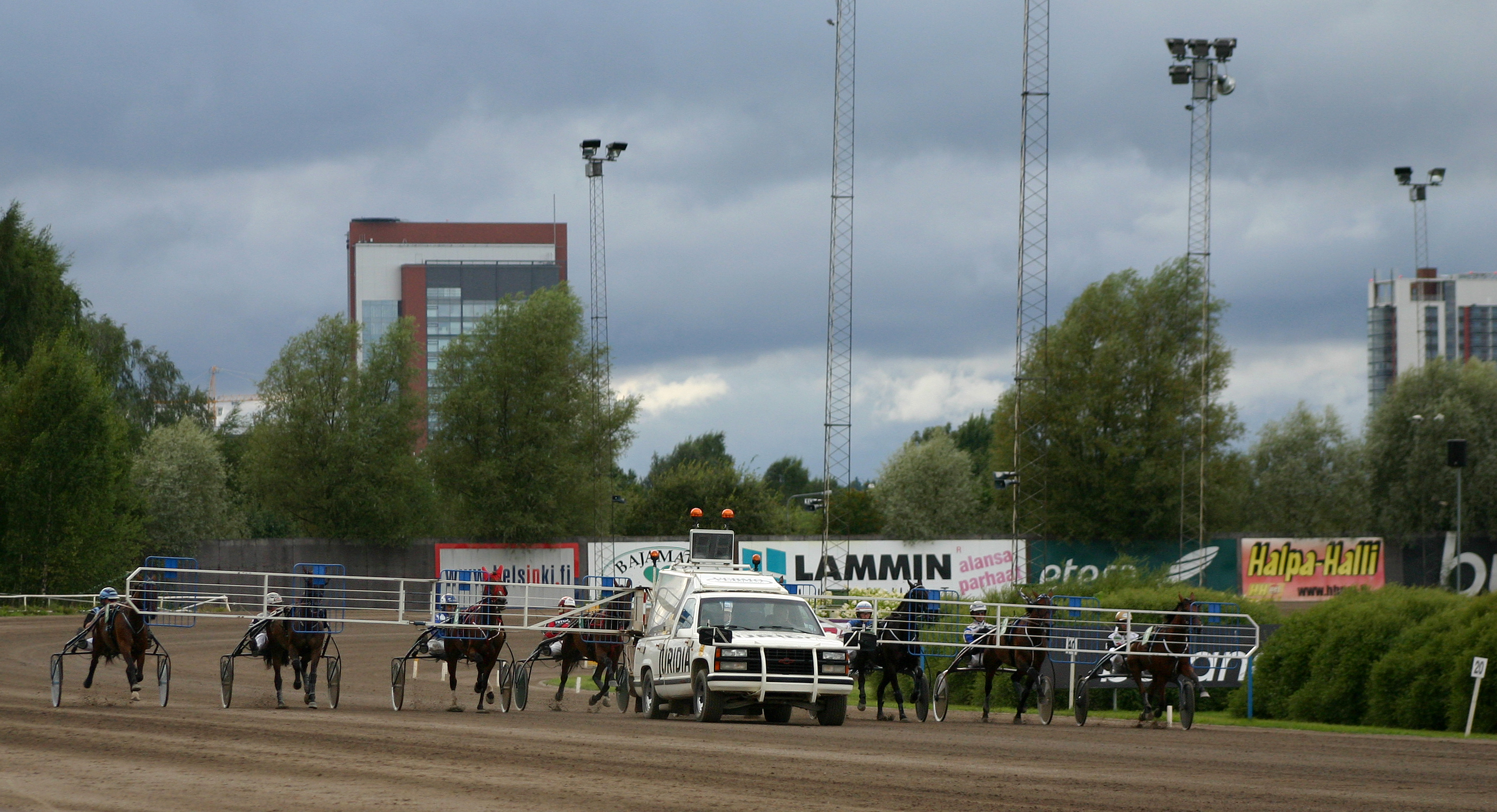
フィンランド・Vermo競馬場のモービルゲート（2010年）

繋駕速歩競走ではモービルスターティングゲート（モータライズドスターティングゲート、motorized starting gate）による発走が行われている。このゲートは自動車の上部に金属製の羽が2枚組み合わされた形状をしている。
繋駕速歩競走ではゲートが走りながら発馬の準備を行う。ゲートは羽を左右に広げてコースの横幅を覆い、出走馬はその羽の後ろに控えるように走りながら発走を待つ形でトラックを周回する。そしてスタートラインに到達したときにゲートは羽を畳み、前方に離れて発馬となる。この発走形式は1920年代のメキシコのティフアナ競馬場のものが史上初とされ、20世紀中盤よりアメリカ合衆国などでも導入され、これによって誤発走の大幅な削減に成功したとある。
この形式ではスターターは発馬機の後方に乗り、真正面に出走馬を見ながら発走の合図を行う。スタートライン到達時に出走馬が公正な状態にないと判断した場合、発走準備の再開を行う場合がある。
また繋駕速歩競走においても、距離差によるハンデキャップ競走の場合にはバリヤー式に似たテープによる仕切りを用意し、そこから発走させる方式をとる。

## 日本における発馬機
日本においても当初はジョッキークラブ由来の旗を振り下ろす方式での発走であったが1926年にバリヤー式発馬機（濠州式バリヤー）が導入され、以後主流の発走方式となった。

### 地方競馬

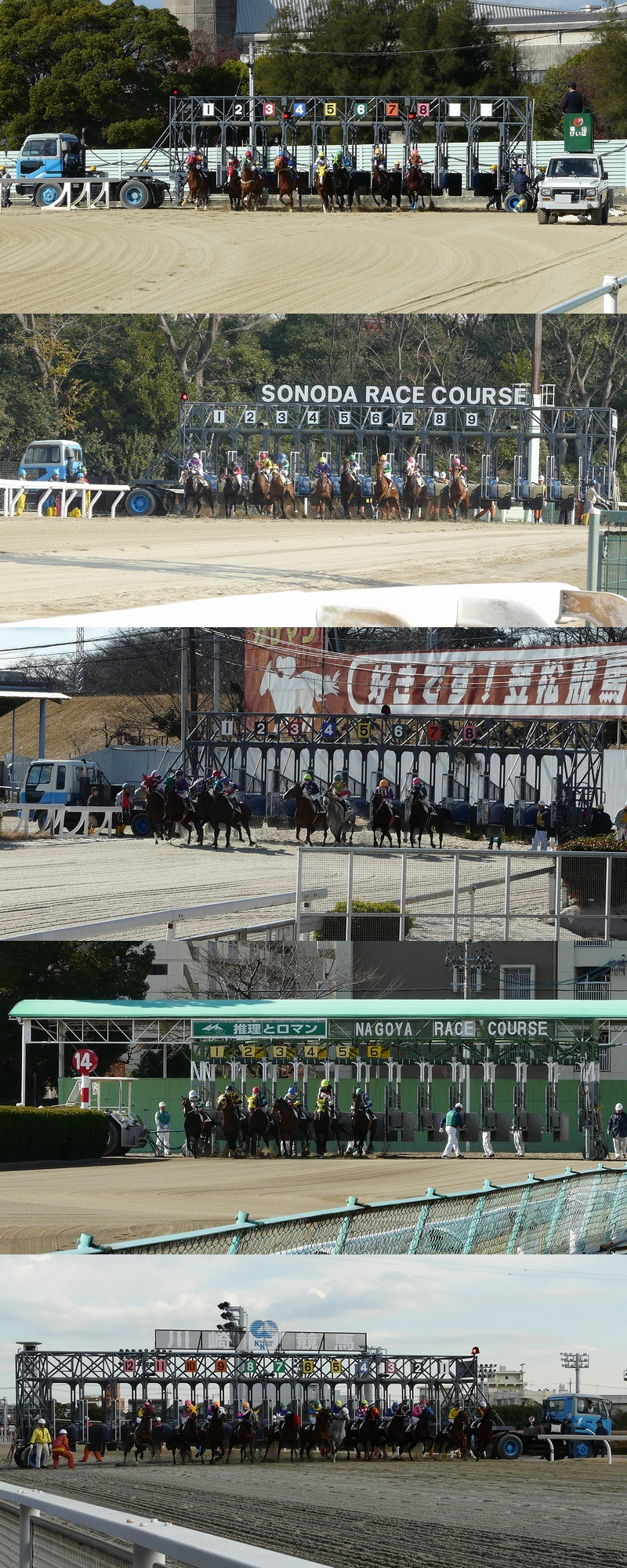
地方競馬の発馬機

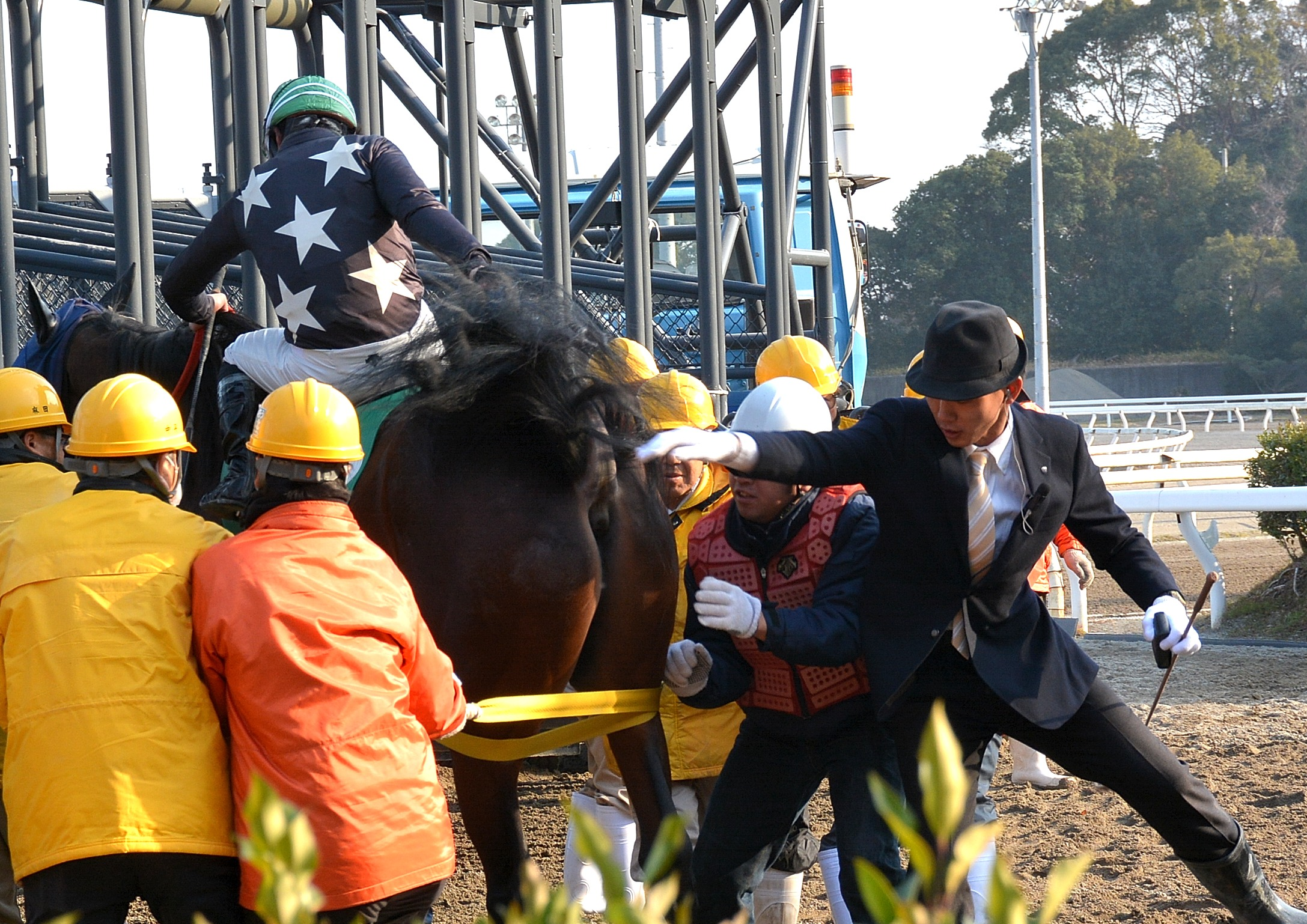
発馬機入りを拒む馬と、発馬機入りを促す関係者

ゲート式発馬機の初導入は、1953年3月の大井競馬場 を初めとする地方競馬の南関東地区である。ここで導入されたのは宮道式（みやじしき）と呼ばれる発馬機で、呼称は開発者の宮道信雄（みやじ のぶお）に由来している。宮道は大井競馬場の近くで自動車修理工場を営んでいた人物で、競馬好きが高じて個人でアメリカより特許を購入し自ら図面を引いてそれを競馬場に売り込んでいる。
宮道式の特徴は電磁石の力だけで開閉を制御する構造にあり金具を使わず磁力のみによって閉扉状態を維持しているため、暴れた馬が突破してもゲートが開くだけで破損がおきにくくメンテナンスが容易という利点がある。近年は後述するJRA式（あるいはJRA旧式ゲートの中古再整備品） を導入しているところも存在するが、南関東（大井・川崎・船橋・浦和）や西日本の地方競馬場では現在でもこの宮道式の改良型、宮道FM式（日本スターティングゲート社製）が使用されている。

### 中央競馬

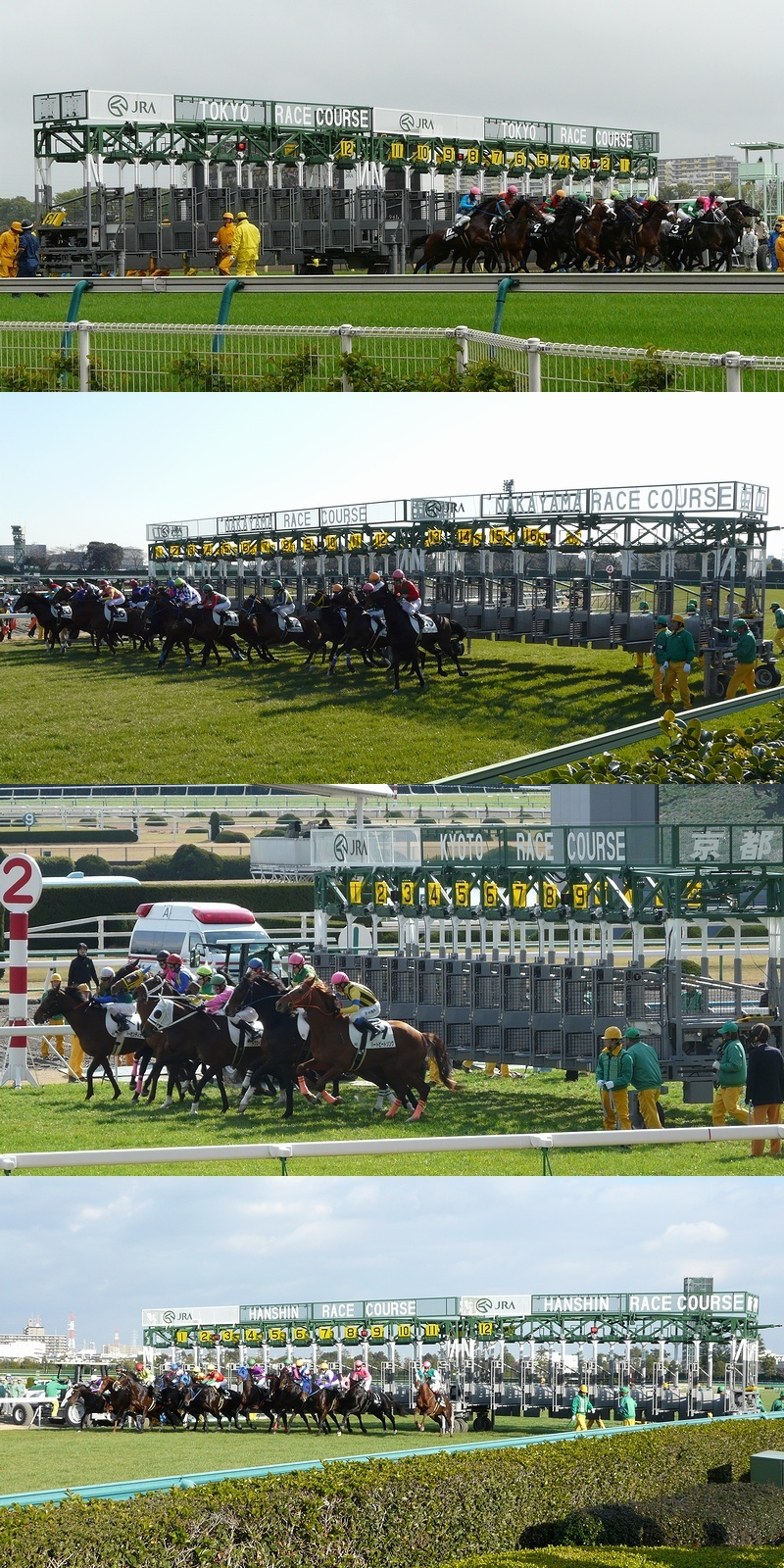
中央競馬の発馬機

中央競馬では、1960年（昭和35年）7月2日の小倉競馬場の3歳戦（旧年齢表記）からゲートが導入された。ここで使用されたのはニュージーランドの競馬で使用されていたウッド式と呼ばれるもので、製作者であるエドウィン・ハズウェル・ウッドの指導のもとに日本中央競馬会（NCK→JRA）と野澤組の技術者によって開発されたものが使われた。パイプを組み合わせた形状の扉が開いて発走となるもので、4枠で1単位を構成するゲートを組み合わせて使用するものであった。ゴム動力が使われているのが特徴的で、また全体的に軽いため運搬しやすく芝を傷めにくい特長があった。しかし当初のものは足もとにパイプがあって馬が躓きやすく、また軽いため馬が暴れただけでもゲートが動きやすいなど問題のある構造でもあった。
1965年（昭和40年）、NCKの要請を受けて野澤組から日本発馬機株式会社（のちの日本スターティング・システム社。以下「JSS」と表記）が分社し、以後中央競馬のゲート管理と保守および発走準備を担当している。ゲートもその後改良が加えられ、1975年よりJSG48型という電動式・油圧式の発馬機が使われるようになった。それ以降も幾次にも渡る改良が施されており、1985年（昭和60年）から日本製鋼所（JSW。広島製作所）がJSSの注文に応じてOEMの形で製造している。現在は2015年6月より導入されたJSS40型が使われている。現在のJRA式（JSS製）と呼ばれるゲートは金具と電磁石の併用による電動開扉をするシステムとなっており、開扉タイミングの誤差は小さくなっている。ただし馬のゲート突破などによる金具の破損などの問題により、外枠発走などの競走結果にも関わる問題が生じる欠点が、地方競馬で主流の「宮道式」との比較などで指摘されている。フレームのカラーリングは1990年まで青色のものが使われていたが同年6月の福島および中京開催から緑色に変更され、現在に至っている。
牽引車はマッセイ・ファーガソン社製を用いる。

### 繋駕速歩競走
日本で行われていた繋駕速歩競走では出走馬に与えられた距離ハンデの場所に停止したうえでスターターの振り下ろす赤旗を合図に発走していたが、中央競馬においては海外からトロッター種を輸入した1956年にモービルスターティングゲートも導入され使用されていた。しかしながら日本の速歩馬は能力差が大きく、走りながらの発走では却って発走が整わない事が多かったことから1959年には使用が中止され元の距離ハンデによる発走方法に戻った。中央競馬では1968年、また地方競馬も1971年を最後に繋駕速歩競走を廃止しており、現在この発走方式は使われていない。

## 競馬以外
競馬以外の競走における発馬機相当のものとして、グレイハウンド競走などではゲート式発馬機を小さくしたようなスターティングボックス (starting box) が使われている。
スターティングボックスはおおむね8頭、または9頭の犬がそれぞれの仕切りに収まるようになっている。各犬はボックスの後方より入れられ、発走時には前方の蓋が上方向に開く。前方に見えるルアーが数メートルまで迫ったところが発走の合図で、それぞれの箱の前方はそれが見える窓となっている。